# 拖鞋舟螺
拖鞋舟螺（学名：Crepidula onyx），又名指甲履螺，是舟螺科履螺屬的一种。

## 分佈及棲息地
本物種原產於太平洋東岸的中美洲波多黎各到美国加利福尼亚沿岸等地，现時在西太平洋亦有分佈，見於南韓、香港、廣東沿岸及台灣海峽。
本物種常栖息在浅海珊瑚礁、岩石底，但其實亦經常附着生活在牡蛎壳上。對於養蠔業者（例如：在香港和深圳之間的深圳灣周圍），本物種被視為養殖蠔的污损生物。

## 外部連結
- 維基物種上的相關：拖鞋舟螺